# Mecloretamina
La mecloretamina, también llamada clormetina, es un medicamento  que pertenece al grupo de los agentes antineoplásicos alquilantes, y  se emplea en el tratamiento del cáncer.
Se clasifica por su mecanismo de acción como agente alquilante y químicamente se incluye dentro de las mostazas nitrogenada, grupo de fármacos que derivan del gas mostaza utilizado como arma de guerra en la Primera Guerra Mundial.
Se emplea junto a otros medicamentos en regímenes de tratamiento combinado para el linfoma de Hodgkin y linfoma no Hodgkin. También como terapia de tipo paliativo en el cáncer de pulmón y cáncer de mama, así como en forma de solución diluida aplicada directamente sobre la piel para el tratamiento de la micosis fungoide. 
Los principales efectos secundarios que se producen tras su administración son la disminución  del número de células sanguíneas, tanto glóbulos rojos como leucocitos y plaquetas, perdida de cabello (alopecia), náuseas y vómitos. 

Este fármaco es un componente de la quimioterapia de combinación MOPP.